# Іляшевці
Іляшевці (словен. Iljaševci) — поселення в общині Крижевці, Помурський регіон, Словенія. Висота над рівнем моря: 188,7 м.